# Собор Карельских святых
Собо́р Каре́льских святы́х — праздник Русской православной церкви в честь святых православных подвижников Карелии.

## Установление празднования
Празднование Собору Карельских святых было внесено в общецерковный календарь Русской Православной церкви в 1972 году и отмечалось в субботу между 13-м и 19 ноября. В 2004 году по решению Священного синода и благословению Патриарха Московского и всея Руси Алексия II праздник перенесён на 3 июня — день, когда в 2000 году в Петрозаводске был освящён во имя святого благоверного великого князя Александра Невского восстановленный Кафедральный собор. В храме есть придел в честь Собора Карельских святых.
Святые преподобные Собора Карельских святых:
- Прп. Пахомий, Кенский чудотворец
- Прп. Геннадий и Никифор, Важеозерские чудотворцы
- Прп. Лазарь и Афанасий, Муромские чудотворцы
- Прп. Александр, Ошевенский чудотворец
- Прп. Афанасий, Сяндебский чудотворец
- Прпм. Адриан, Ондрусовский чудотворец
- Прп. Афанасий, Наволоцкий чудотворец
- Прп. Герман, Соловецкий чудотворец
- Прп. Авраамий и Корнилий, Палеостровские чудотворцы
- Прп. Иона, Клименецкий чудотворец
- Прп. Елисей, Сумский чудотворец
- Блаженный Фаддей, Петрозаводский
- Прп. Варлаам, Керетский
- Прп. Зосима, Соловецкий чудотворец
- Прп. Савватий, Соловецкий чудотворец
- Прп. Александр, Свирский чудотворец
- Прп. Иона, Яшезерский чудотворец
- Прп. Кирилл, Челмогорский чудотворец
- Николай Богословский, протоиерей, священномученик
- Прп. Диодор Юрьегорский